# 이스트햄프셔

이스트햄프셔의 위치

이스트햄프셔(영어: East Hampshire)는 잉글랜드 햄프셔주에 위치한 비도시 자치구로 중심 도시는 피터스필드이며 인구는 117,483명(2014년 기준), 면적은 514.4km2이다.